# Новомарковка (Воронежская область)
Новомарковка — село в Кантемировском районе Воронежской области России, расположенное в 10 км от райцентра по автотрассе. 
Административный центр Новомарковского сельского поселения.

## География

### Улицы
- ул. Восточная,
- ул. Комсомольская,
- ул. Ленина,
- ул. Мира,
- ул. Полевая,
- ул. Свободы,
- ул. Советская,
- пер. Центральный.

## История
Новомарковка возникла в 1762 году, когда командующий Слободскими полками князь Кантемир отдал распоряжение адъютанту Григорию Маркину заселить эти места. Через год здесь был уже хутор, где проживало 169 человек. Поселение получило название по имени владельца земель – Марковка, иногда – Адъютантовка. Вскоре за злоупотребление властью и командующий, и его адъютант были сняты с должностей. Жители Кантемировки и Марковки были приписаны к Богучарской казачьей сотне. 
В 1794 году в Новомарковке было 220 дворов, а в 1859 году – уже 404 двора и 3592 жителя. В 1871 году земство учредило здесь фельдшерский пункт, а при церкви было создано приходское училище. 
В 1900 году в Новомарковке было 576 дворов и проживало 4071 человек, действовала церковь, имелось несколько лавок, работали кустарные заведения, ежегодно проводилось две ярмарки. Жители занимались хлебопашеством и бортничеством. В их распоряжении находилось 50 пасек с 631 ульями.
Советская власть в селе установлена в марте 1918 года. Первым председателем сельсовета был Дмитрий Васильевич Голиков, секретарем – Федор Иванович Крупин. Летом 1918 года село захватили немцы, началась экзекуция над мирным населением. У них отобрали 195 лошадей, 192 головы крупного рогатого скота, зерно и другие продукты питания. Общий ущерб сельской общине исчислялся в 33,4 млн. руб. Крестьяне подняли восстание и изгнали немцев. 
В 1926 году в селе было 1500 дворов и 7 тысяч жителей, две школы, почтовое отделение, амбулатория. Имелась телефонная связь с Кантемировкой. 
В годы войны на фронт ушло 520 жителей села, не вернулось с полей сражений 360 человек. От фашистов село было освобождено 15 января 1943 года. В канун 50-летия со дня Великой Победы решено было создать книгу Памяти, в которую занести имена всех погибших в годы Великой Отечественной войны. 
В селе размещается центральная усадьба колхоза «Правда», возникшего в 1930 году. Ныне в распоряжении колхозников 8202 га пахотной земли. Колхоз многоотраслевой, развито зерновое хозяйство, животноводство. В селе – лучший в районе фруктовый сад, имеется пасека, свой ларек в райцентре, действуют маслобойня, просо и гречкорушки. Развито огородничество. 
Уроженцем села являлся Герой Советского Союза генерал-майор Голубев Анатолий Емельянович (1908 – 1978). В годы войны он совершил 355 боевых вылетов, провел 43 воздушных боев, сбив при этом 10 вражеских самолетов. 
По состоянию на 1995 год, в селе проживает 1450 жителей. С 1981 года в средней школе силами учеников был создан краеведческий музей, освещающий историю села, деяния лучших людей. 

## Экономика
В селе в настоящее время работает ООО СХП "Новомарковское". Здесь работает недавно открытый молочный комплекс, современный элеватор и зерноочистительно-сушильный комплекс. 

## Известные жители
- Костенко, Василий Дементьевич (1909 — 1982) — стахановец, участник Великой Отечественной войны, кавалер ордена Красной Звезды, депутат Верховного Совета РСФСР I и II созыва. Родился и жил в Новомарковке до 1933 года.